# Джеймс Туайнинг
Джеймс Туайнинг (на английски: James Twining) е английски писател на бестселъри в жанра трилър.

## Биография и творчество
Джеймс Туайнинг е роден на 13 декември 1972 г. в Лондон, Англия. По-голяма част от детството си прекарва във Франция. Връща се в Англия на 11 години. Учи в гимназия „Мерчант Тейлор“ в Лондон. Завършва през 1995 г. колежа „Крайст Чърч“, Оксфорд, с диплома първи клас по френска литература и лингвистика.
След дипломирането си работи в сектора на корпоративни финанси към инвестиционната банка „UBS“. През 1999 г. напуска, за да създаде със свой приятел своя собствена компания за електронни обществени поръчки (GroupTrade), и през 2001 г. е обявен за един от осемте „Най-добри млади британски“ предприемачи в „New Statesman“.
През 2003 г. напуска бизнеса и се посвещава на писателската си кариера. Първият му трилър „Монетата“ от поредицата „Том Кърк“ е издаден през 2005 г. Главен герой в поредицата е гениалният млад крадец на произведения на изкуството Том Кърк, който се забърква в неочаквани и мистериозни обстоятелства, за да разкрие жестоки убийства и неразкрити обири, свързани с поредица исторически събития или артефакти. Романът става международен бестселър и е преведен на над 20 езика. Следващите трилъри също попадат в списъците на бестселърите.
Джеймс Туайнинг живее със семейството си в Северен Лондон. Събира колекция от месингови и железни плочки, или плакети, от стари сейфове и складови помещения.

## Произведения

### Серия „Том Кърк“ (Tom Kirk)
1. The Double Eagle (2005)
Монетата, изд.: ИК „Бард“, София (2006), прев. Юлия Чернева
2. The Black Sun (2006)
Черното слънце, изд.: ИК „Бард“, София (2007), прев. Юлия Чернева
3. The Gilded Seal (2007)
4. The Geneva Deception (2009)